# Mother (песен на Аксел Ирсу)
„Mother“ е песен на белгийския певец Аксел Ирсу, с която ще представи Белгия на „Евровизия 2014“.
Автори на песента са Рафаел Артесеро и Ашли Хиклин.
На финала на белгийската селекция песента получава най-голям брой точки както от журито, така и от телевизионните зрители (57,31% телевот, 74 точки от жури).
По думите на певеца песента има за цел да отдаде почит на всички майки, баби и жени по света.